# Dan Corneliusson
Mats Dan Erling Corneliusson (* 2. Oktober 1961 in Trollhättan) ist ein ehemaliger schwedischer Fußballspieler.

## Laufbahn
Corneliusson begann seine Laufbahn bei IFK Göteborg. 1982 gewann er mit dem Klub die schwedische Meisterschaft und wurde sowohl in der regulären Saison mit zwölf Toren als auch in der Meisterschaftsrunde mit acht Toren in sechs Spielen Torschützenkönig. Auch im Europapokal war er mit dem Klub erfolgreich und konnte den Titel im UEFA-Pokal 1981/82 holen. Beim 3:0-Auswärtserfolg beim Hamburger SV im Finalrückspiel sorgte er mit dem Tor zur 1:0-Führung für die Vorentscheidung zugunsten der Nordeuropäer.
In der folgenden Spielzeit, in der der Klub erneut Meister wurde, spielte Corneliusson nur die erste Halbserie für IFK. Anschließend wechselte er in die Bundesliga zum VfB Stuttgart. Hier wurde er als HSV-Schreck, der nur Vizemeister wurde, erneut Meister und war mit zwölf Saisontoren zusammen mit Karl Allgöwer und Ásgeir Sigurvinsson zweiterfolgreichster Schütze des Vereins, hinter Peter Reichert, dem 13 Treffer gelangen.
Nach nur einer Spielzeit im deutschen Fußball zog Corneliusson weiter nach Süden und er unterschrieb bei Como Calcio. Der Klub war in die Serie A aufgestiegen und der schwedische Stürmer gehörte zu den Schlüsselspielern in der ersten Liga. Nachdem der Klub nach fünf Jahren wieder in die Serie B zurückgekehrt war, verließ Corneliusson Italien und heuerte bei Malmö FF an. Zum Ende seiner Karriere schloss er sich für ein Jahr erst dem unterklassigen Qviding FIF und spielte später noch zwei Jahre bei Karlstad BK.
Corneliusson trug 22-mal das schwedische Nationaltrikot und erzielte 13 Tore.